# Karel Pimmer
Karel Pimmer byl český fotbalista, brankář v předligové éře.

## Fotbalová kariéra
Hrál za SK Slavia Praha (1910-1913). Mistr ČSF 1913, vítěz Poháru dobročinnosti 1911 a 1912. S reprezentací byl amatérským mistrem Evropy 1911 organizace UIAFA.